# Falalop
Falalop es la mayor isla del atolón de Ulithi en la región de la Micronesia, en el estado de Yap parte del país de los Estados Federados de Micronesia. Se encuentra al este de este atolón y los dos pueblos de la isla son Wiliileg y Paeliyaw .
El punto más alto de la isla llega a 6,7 metros, Falalop sin embargo, es la isla más poblada de la comunidad.
En la Segunda Guerra Mundial durante la era japonesa de Falalop se instaló una estación de radio. Después de ser conquistada por los estadounidenses en 1944, la isla fue una pista de aterrizaje para aviones.
Falalop se ha desarrollado para el turismo y hoy se considera como una buena zona para bucear, sobre todo después de que los residuos de hidrocarburos y municiones fueron eliminados.